# Focione
(Focione al reggente Antipatro)
Focione (in greco antico: Φωκίων?, Phōkíōn; Atene, 402 a.C. circa – Atene, 318 a.C.) è stato un politico e militare ateniese, reggente di Atene tra il 322 e il 318 a.C.. È stato rappresentato dagli storici antichi come un uomo di grande onestà e rettitudine; per la sua politica tesa ad accettare l'impero macedone, fu deposto e condannato a bere la cicuta.

## Biografia
Figlio di Foco, fabbricante di pestelli, Focione fu allievo di Platone e in età adulta frequentò il filosofo platonico Senocrate. Sotto il comando di Cabria, partecipò, nel 376 a.C., alla battaglia di Nasso, nella quale Atene riuscì a sconfiggere Sparta per la prima volta dopo la fine della guerra del Peloponneso, e alla guerra sociale. Dopo avere servito Artaserse III di Persia come mercenario dal 351-349 a.C. contro i Ciprioti, tornò ad Atene dove fu uno dei capi del partito aristocratico e si prodigò per salvaguardare l'indipendenza di Atene dalla Macedonia. Nel 348 a.C. riuscì a mettere in salvo un esercito ateniese in difficoltà nell'Eubea. Accorse in aiuto di Megara (343 a.C.) e Bisanzio (340 a.C.) contro Filippo II di Macedonia, ma all'incirca attorno a questo periodo cominciò a giudicare inarrestabile l'avanzata macedone in Grecia e avviò relazioni diplomatiche con i Macedoni per evitare la completa sottomissione di Atene. Dopo la morte di Alessandro Magno (323 a.C.) si oppose alla guerra lamiaca; guidò tuttavia la difesa contro un'incursione macedone in territorio ateniese. Inviato per trattare la pace l'anno successivo, riuscì a ridurre i risarcimenti della sua città ma fu costretto ad accettare l'occupazione del porto di Atene, il Pireo.

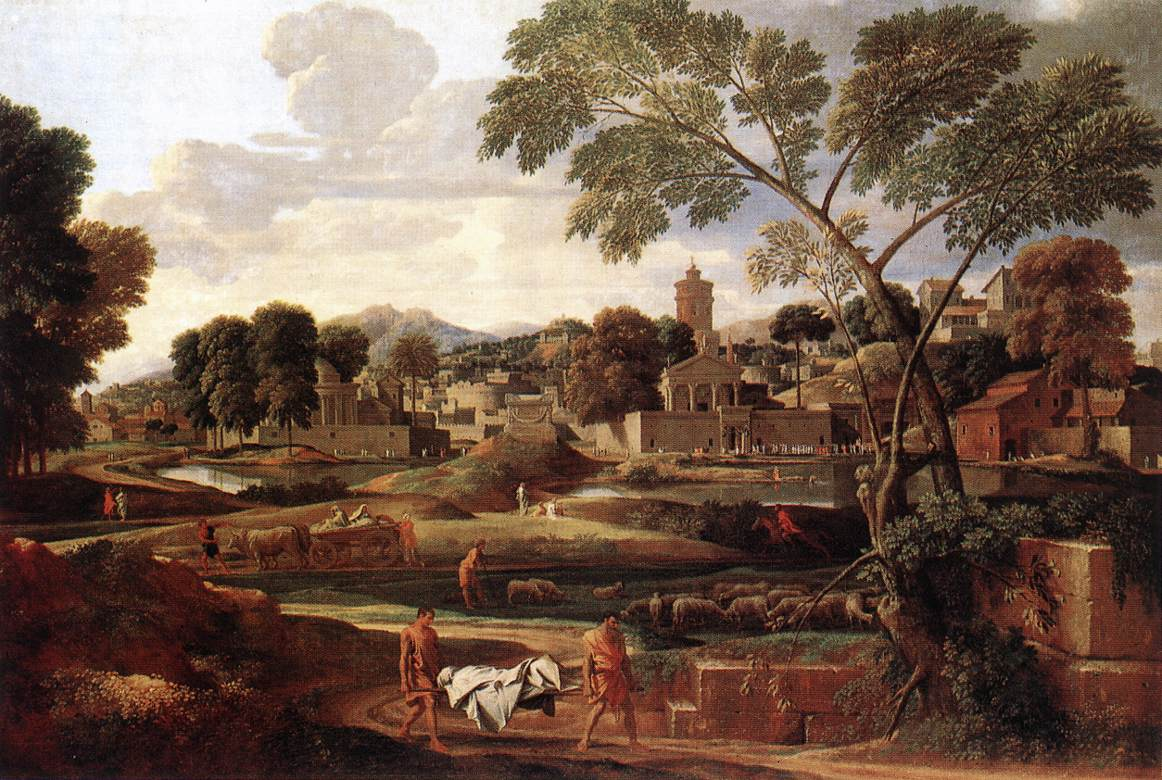
Nicolas Poussin, I funerali di Focione (1648)

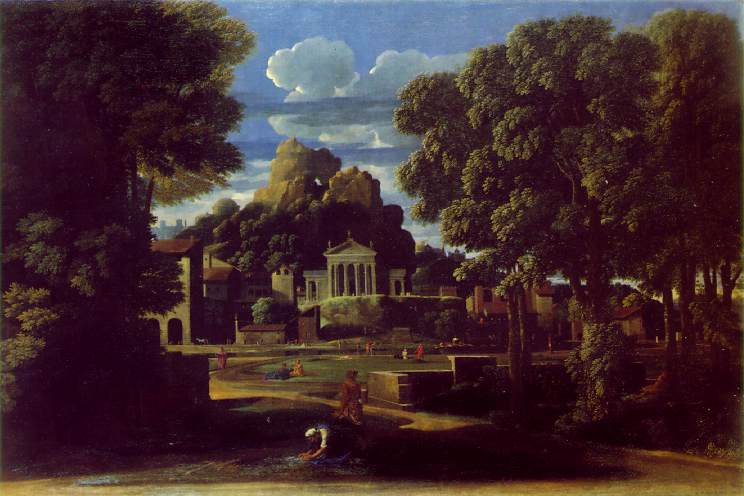
Nicolas Poussin, Le ceneri di Focione raccolte dalla vedova (1648)

Focione governò ad Atene con grande moderazione e onestà personale, ma il suo governo di fatto fu collaborazionista della Macedonia. Nella lotta di potere dopo la morte del reggente Antipatro (319 a.C.), comunque Focione fu deposto, condannato per tradimento, e giustiziato dagli ateniesi che speravano di ripristinare la democrazia.
Tale era l'odio nei suoi confronti, che nessun uomo libero osò partecipare ai suoi funerali, il suo corpo fu gettato fuori dai confini di Atene, a Eleusina, dove venne arso; una donna di Megara raccolse pietosamente le sue ossa e le portò nella sua abitazione. L'anno dopo, salito al potere Demetrio Falereo, gli ateniesi decretarono una sepoltura pubblica e l'erezione di una statua in suo onore. Le vicissitudini del cadavere di Focione, narrate da Cornelio Nepote e soprattutto da Plutarco, ispirarono nel XVII secolo il pittore Nicolas Poussin.

## Considerazioni
Claudio Eliano, nella sua Varia historia, cita spesso Focione, non tanto come esempio del generale perfetto, quanto di un uomo la cui rettitudine, la cui probità e umiltà costituiscono solo oggetto di vanto. Tale era la sua semplicità nella vita, che Eliano lo considera «uno tra i migliori greci che visse in povertà». La sua onestà gli aveva valso il soprannome de "l'Onesto" per antonomasia.
Focione sentiva come parte di sé la sua patria; fino all'ultimo fu sempre ligio ai suoi doveri e fece di tutto per dare il meglio di sé ad Atene. Eliano evidenzia bene e a più riprese questa sua posizione; le frasi che, secondo l'autore, sarebbero state pronunciate dallo stratego, appaiono tutte molto simili e non fanno altro che mettere in luce le qualità di Focione. L'esemplificazione perfetta del pensiero di Claudio si trova in questa frase (pronunciata dallo stesso stratego in assemblea):
(Claudio Eliano II 16)